# UD・クーザー
クーザー（Kuzer）は、UDトラックスが生産・販売する小型トラックである 。

## 歴史

### 初代（2017年 - ）
2017年8月にインドネシアの事業拡大を計画し、インドネシア自動車製造業者協会が主催するインドネシア国際自動車ショー2017にて同社の大型トラックであるクエスターなどと共に初公開された。同年にインドネシアで販売を開始し、マレーシアや南アフリカ共和国でも販売される。マレーシア仕様はインドネシア仕様と基本違いはないが、南アフリカ仕様は車両総重量8.9トン、ホイールベース3,850mm、Euro-2に適合、ABS装着車のみと異なる。なお、日本向けには販売されていない。
キャブ・インテリアは3代目コンドルのショートキャブ車「コンドルZ」を基本とし、クエスターやクオンと同じヘキサゴングリルと縦型4灯ヘッドライトを採用。インテリアも運転席からセンター部のダッシュボード形状やメーターパネル、スイッチ配置などが一新された。キャブ幅は2,100mmとなっている。
エンジンはGH4Eを搭載し、トランスミッションは6速MTのみ設定される。省燃費運転支援システム（燃費コーチシステム・テレマティクス）を装備し、過酷な使用条件下にも対応可能な高張力鋼製のラダーフレームが採用される。制動装置は空気ブレーキで、4輪ともドラムブレーキが採用される。
新興国市場で特に重要な耐久性について、商品企画を担当したUDトラックスのブランドコミュニケーション＆プロダクト ダイレクターの柴山修一は「UDトラックスのブランドを冠するクルマとしてクーザーの耐久性能には自信があります。インドネシアのお客様の車両使用状況を徹底的に調査し、商品企画に反映しました。また、品質管理と現地における稼動テストにも多くの時間を費やしました」と語った。
UDトラックスと1984年から輸入・卸売・販売契約を締結するアストラ・インターナショナルのネットワークで販売され、同じくアフターマーケットサービスが提供される。
インドでは、アイシャー・モーターズがクーザーの姉妹車として「プロ3008」を製造している。UDトラックスがデザインを担当し、クーザー同様、本国では展開しない輸出専用車となっている。発売時期もクーザーど同じであった。
クーザーとの相違点は、フロントグリルの形状やエンブレム類などのデザインである。シャシーのみホイールサイズが異なるためか、わずかな寸法の違いはある。なお、キャブ、ホイールベース、シャシーフレームのサイドレール等の断面寸法は同じである。
エンジンはVECV製E494で、ボルボ・グループのエンジンマネジメントシステムが搭載されたものである。排気量の表記は3.77Lで10cc異なるが、最高出力は149馬力、最大トルクは490Nmとほとんど同じとなっている。

### 2代目（2025年 - ）
2025年6月にマレーシアにおいて親会社であるいすゞ自動車から6代目Nシリーズ（6代目エルフの海外仕様）のOEM車でフルモデルチェンジ。
フロントグリルは6代目エルフとキャブ骨格を共有する5代目コンドル（5代目フォワードのOEM）とほぼ同一デザインとなるヘキサゴングリルを採用。
マレーシア仕様は、エンジンは4HK1-TCNを搭載する他、エルフの日本仕様にはない最大積載量7.5tと最大積載量8tの2種類をラインナップする。安全装備に関しても、アンチロック・ブレーキシステム（ABS）+エレクトロニック ブレーキ・ディストリビューション（EBD）、アンチ・スリップ・レギュレーター（ASR）、SRSエアバッグ、LEDヘッドランプ、イモビライザーを標準装備した。